# École Polytechnique Fédérale de Lausanne
École Polytechnique Fédérale de Lausanne (EPFL) er et offentligt forskningsuniversitet i Lausanne, Svejts, grundlagt i 1969 med missionen at "uddanne talentfulde ingeniører i Svejts".
Ligesom sin søsterinstitution ETH Zürich er EPFL en del af Swiss Federal Institutes of Technology Domain, som samler adskillige universiteter og forskningsinstitutter under det føderale departement for økonomi, uddannelse og forskning. Fra 2024 havde EPFL 14.012 studerende fra over 130 lande.
EPFL har et bycampus, der strækker sig langs Genevesøen og omfatter EPFL Innovation Park samt universitetsforskningscentre og tilknyttede laboratorier.